# Farní stráň
Farní stráň je přírodní rezervace poblíž obce Machov v okrese Náchod. Chráněné území spravuje Agentura ochrany přírody a krajiny ČR – regionální pracoviště Východní Čechy. Přírodní rezervace se nachází na území chráněné krajinné oblasti Broumovsko a ptačí oblasti Broumovsko.

## Předmět ochrany
Důvodem ochrany jsou jedlové a klenové bučiny s typickou zvířenou a květenou, balvaniště a skalní výchozy se specifickými rostlinnými a živočišnými společenstvy.